# Xebec

xebec

Het begrip xebec (ook gespeld als chebec, chebeck, jabeque, sciabecco, shebec, xebeque of zebec) wordt gebruikt voor een kleine snelle boot uit de 16e tot de 19e eeuw, die bijna alleen werd gebruikt in de Middellandse Zee. Vroege xebecs hadden twee scheepsmasten en latere soorten hadden er drie. Xebecs hadden een kenmerkende romp met een duidelijk overhangende boeg en spiegel en hadden zelden een waterverplaatsing van meer dan 200 ton, waarmee ze iets kleiner waren en iets minder kanonnen hadden dan de fregatten uit dezelfde periode.
In de 18e en vroege 19e eeuw voerde een grote xebec een razeil op de voormast, Latijnzeil op de andere masten, een boegspriet en twee hoofdzeilen. Het vierkante zeil onderscheidde de vorm van een xebec van die van een feloek. De xebec werd in die tijd veel gebruikt door piraten.